# 无色克鲁白粉菌
无色克鲁白粉菌（学名：Erysiphe cruchetiana var. hyalina）是属于白粉菌目白粉菌科白粉菌属的一种真菌，寄生在野豌豆属植物上。该种分布于中国、日本。